# Quận Clear Creek, Colorado
Quận Clear Creek là một trong số 64 quận của tiểu bang Colorado của Hoa Kỳ. Dân số của quận đạt mức 9322 theo cuộc điều tra dân số Hoa Kỳ năm 2000 2. Quận lỵ là Georgetown. Mặc dù vị trí của quận trong dãy núi Rocky, quận Clear Creek là một phần của Khu vực thống kê đô thị Denver-Aurora và Vùng thống kê kết hợp Denver-Aurora-Boulder.

## Lịch sử
Quận Clear Creek là một trong 17 quận ban đầu được tạo ra bởi các cơ quan lập pháp bang Colorado vào ngày 01 Tháng 11 1861, và là một trong hai quận (cùng với Gilpin) đã giữ nguyên ranh giới ban đầu của nó. Quận được đặt theo tên Rạch Clear, một con rạch chảy qua các quận. Idaho Springs đã được chọn quận lỵ, nhưng chính quyền quận đã được chuyển đến Georgetown năm 1867.

## Địa lý
Theo Cục Điều tra Dân số Hoa Kỳ, quận có tổng diện tích 396 dặm vuông (1,025.6 km2), trong đó 395 dặm vuông (1,023.0 km2) là đất và 1 dặm vuông (2,6 km2) (0,25%) là nước.

## Các quận lân cận
- Quận Jefferson - phía đông
- Quận Gilpin - phía đông bắc
- Quận Park - phía nam
- Quận Summit - phía tây
- Quận Grand - phía tây bắc

## Nhân khẩu
Theo điều tra dân số 2 năm 2000, quận này có dân số 9.322 người, 4.019 hộ gia đình, và 2.608 gia đình sống trong quận hạt. Mật độ dân số là 24 người trên một dặm vuông (9/km ²). Có 5.128 đơn vị nhà ở với mật độ trung bình 13 trên một dặm vuông (5/km ²). Về thành phần chủng tộc của dân cư sinh sống ở quận, có 96,37% người da trắng, 0,28% da đen hay Mỹ gốc Phi, 0,73% người Mỹ bản xứ, 0,36% châu Á, Thái Bình Dương 0,03%, 1,02% từ các chủng tộc khác, và 1,20% từ hai hoặc nhiều chủng tộc. 3,87% dân số là người Hispanic hay Latino thuộc một chủng tộc nào.
Có 4.019 hộ, trong đó 28,20% có trẻ em dưới 18 tuổi sống chung với họ, 54,60% là đôi vợ chồng sống với nhau, 6,90% có nữ hộ và không có chồng, và 35,10% là các gia đình không. 27,20% hộ gia đình đã được tạo ra từ các cá nhân và 4,30% có người sống một mình 65 tuổi hoặc lớn tuổi hơn là người. Cỡ hộ trung bình là 2,31 và cỡ gia đình trung bình là 2,81.
Độ tuổi dân cư quận này là 22,60% dưới độ tuổi 18, 5,60% 18-24, 32,60% 25-44, 32,20% từ 45 đến 64, và 7,10% từ 65 tuổi trở lên người. Độ tuổi trung bình là 40 năm. Đối với mỗi 100 nữ có 108,80 nam giới. Đối với mỗi 100 nữ 18 tuổi trở lên, đã có 110,20 nam giới.
Thu nhập trung bình cho một hộ gia đình trong quận này đạt mức USD 50.997, và thu nhập trung bình cho một gia đình là USD 61.400. Phái nam có thu nhập trung bình USD 41.667 so với 30.757 USD đối với nữ giới. Thu nhập bình quân đầu người của quận là 28.160 USD. Có 3,00% gia đình và 5,40% dân số sống dưới mức nghèo khổ, trong đó có 6,80% những người dưới 18 tuổi và 5,60% của những người 65 tuổi hoặc hơn. 